# UTC−7
UTC−7 — сімнадцятий часовий пояс. Має центральним меридіаном 105° зх.д. Час тут на сім годин відстає від всесвітнього та на дев'ять — від київського.
Географічні межі поясу:
- східна — 97°30' зх. д.
- західна — 112°30' зх. д.

Між цими меридіанами розташовані такі території: середній захід Північної Америки (Захід Канадського Арктичного архіпелагу, Саскачеван, територія Великих рівнин, Сьєрра-Мадре), острів Пасхи. Водночас частина вказаних територій використовує інші зміщення від UTC, а окремі території за межами географічного поясу UTC-7 використовують цей час.
У навігації позначається літерою Т (часова зона Танґо)

## Місцеві назви часового поясу UTC-7
- Гірський стандартний час (Північна Америка: США і Канада) - MST
- Тихоокеанський літній час (Північна Америка: США і Канада) - PDT
- Тихоокеанський час у Мексиці
- Північно-західний літній час у Мексиці

## Використання

### Постійно протягом року
- Канада — провінції і території:
  - Британська Колумбія — част.:
    - муніципалітет Нортерн-Рокіс
    - більша частина регіонального округу Піс-Ривер
    - частина регіонального округу Сентрал-Кутеней (містечко Крестон)

  - Юкон
- Мексика — у таких штатах:
  - Баха-Каліфорнія-Сур
  - Сіналоа
  - Сонора
  - Наяріт (більша частина)
- США — част.:
  - Аризона (за винятком території Навахо)

### З переходом на літній час
- Канада — част.:
  - Альберта
  - Нунавут — част.:
    - західна частина

  - Північно-Західні території
  - Саскачеван — част.:
    - північний захід
- США — част.:
  - Айдахо
  - Аризона (за винятком території Навахо)
  - Вайомінґ
  - Колорадо
  - Небраска — част.:
    - західна частина

  - Нью-Мексико
  - Південна Дакота — част.:
    - західна частина

  - Північна Дакота — част.:
    - західна частина

  - Техас — част.:
    - північний захід

  - Юта

### Як літній час
- Канада — част.:
  - Британська Колумбія
  - Юкон
- Мексика — у штаті:
  - Баха-Каліфорнія
- США — част.:
  - Вашингтон
  - Каліфорнія
  - Невада
  - Орегон

## Історія використання

### Як стандартний час
Виділено території, що продовжують використовувати цей час
- Мексика — у таких штатах:
  - Столичний федеральний округ (1922-1927, 1930-1932)
  - Аґуаскальєнтес (1922-1927, 1930-1932)
  - Веракрус (1922-1924)
  - Баха-Каліфорнія (1922-1924, 1927-1930, 1942-1945)
  - Баха-Каліфорнія-Сур (1922-1927, 1930-1932, з 1942)
  - Ґерреро (1922-1927, 1930-1932)
  - Ґуанахуато (1922-1927, 1930-1932)
  - Дуранґо (1922-1927, 1930-1932)
  - Ідальґо (1922-1927, 1930-1932)
  - Керетаро (1922-1927, 1930-1932)
  - Коліма (1922-1927, 1930-1932)
  - Коауїла (1922-1927, 1930-1932)
  - Мехіко (1922-1927, 1930-1932)
  - Мічоакан (1922-1927, 1930-1932)
  - Морелос (1922-1927, 1930-1932)
  - Наярит (1922-1927, 1930-1932, з 1942, муніципалітет Баія-де-Бандерас лише до 2010)
  - Нуево-Леон (1922-1927, 1930-1932)
  - Оахака (1922-1924)
  - Пуебла (1922-1927, 1930-1932)
  - Сакатекас (1922-1927, 1930-1932)
  - Сан-Луїс-Потосі (1922-1927, 1930-1932)
  - Сіналоа (1922-1927, 1930-1932, з 1942)
  - Сонора (1922-1927, 1930-1932, з 1942)
  - Тамауліпас (1922-1927)
  - Тласкала (1922-1927, 1930-1932)
  - Халіско (1922-1927, 1930-1932)
  - Чіуауа (1922-1927, 1930-1932, 1998-2022)

### Як літній час
- Мексика — у таких штатах:
  - Баха-Каліфорнія (1954-1960, з 1976)
- США — част.:
  - Аляска — част.:
    - південно-східна частина (Джуно)